# Вилијам Томсон, 1. барон Келвин
Вилијам Томсон, 1. барон Келвин (енгл. William Thomson, 1st Baron Kelvin; Белфаст, 26. јун 1824 — Ларгс, 17. децембар 1907) био је британски теоријски физичар, који је развио Џулово схватање о претварању топлоте у механички рад. Пронашао је галванометар са огледалом за примање телеграфских сигнала. У његову част јединица Међународног система мера за температуру добила је име келвин (К). Нпр. тачка смрзавања воде 0 °C = 273 K. Док је постојање доње границе температуре (апсолутна нула) било познато пре његовог рада, Лорд Келвин је познат по томе што је утврдио њену исправну вредност као приближно −273,15 °C (−459,67 °F).
При Универзитету у Глазгову он је извршио важне радове у математичкој анализи електрицитета и формулацији првог и другог закона термодинамике, и у знатној мери је допринео појави дисциплине физика у њеној модерној форми. Он је блиско сарађивао са математичким професором Хјуом Блекберном у свом раду. Он је исто тако имао каријеру као инжењер и изумитељ телеграфа, што му је донело реноме у очима јавности и осигурало његово богатство, славу и част. За свој рад на трансатлантском телеграфском пројекту краљица Викторија му је доделила статус витеза 1866. године, те је постао Сер Вилијам Томсон. Имао је широке поморске интересе и био је најзапаженији због свог рада на морнарском компасу, који је раније имао ограничену поузданост.
Године 1892. године постао је припадник племства, што је вид признања за његова достигнућа у области термодинамике, и за његово противљење покрету ирске домаће управе, те је постао Барон Келвин од Ларгса, у округу Ајшир. Услед његове активности у индустријском истраживању и развоју, регрутовао га је око 1899. године Џорџ Истман да би радио као заменик председавајућег одбора британске компаније Кодак Лимитед, која је повезана с Истмановим Кодаком.

### Келвинови радови
- Thomson, W.; Tait, P.G. (1867). Treatise on Natural Philosophy. Oxford. 2nd edition, 1883. (reissued by Cambridge University Press. 2009.  978-1-108-00537-1.)
  - Treatise on Natural Philosophy (Part I) (Internet Archive)
  - Treatise on Natural Philosophy (Part II) (Internet Archive)
- ——; Tait, P.G (1872). Elements of Natural Philosophy. (reissued by Cambridge University Press. 2010.  978-1-108-01448-9.) 2nd edition, 1879.
- Thomson, W. (1881). Shakespeare and Bacon on Vivisection. Sands & McDougall.
- ——; Tait, P.G (1872). Elements of Natural Philosophy. (reissued by Cambridge University Press. 2010.  978-1-108-01448-9.) 2nd edition, 1879.
- —— (1882—1911). Mathematical and Physical Papers. Cambridge University Press. (6 volumes)
  - Volume I. 1841-1853  (Internet Archive)
  - Volume II. 1853-1856  (Internet Archive)
  - Volume III. Elasticity, heat, electro-magnetism  (Internet Archive)
  - Volume IV. Hydrodynamics and general dynamics  (Hathitrust)
  - Volume V. Thermodynamics, cosmical and geological physics, molecular and crystalline theory, electrodynamics  (Internet Archive)
  - Volume VI. Voltaic theory, radioactivity, electrions, navigation and tides, miscellaneous  (Internet Archive)
- —— (1904). Baltimore Lectures on Molecular Dynamics and the Wave Theory of Light. (reissued by Cambridge University Press. 2010.  978-1-108-00767-2.)
- —— (1912). Collected Papers in Physics and Engineering. Cambridge University Press. B0000EFOL8.
- Wilson, D.B., ур. (1990). The Correspondence Between Sir George Gabriel Stokes and Sir William Thomson, Baron Kelvin of Largs. (2 vols), Cambridge University Press. ISBN 978-0-521-32831-9.
- Hörz, H. (2000). Naturphilosophie als Heuristik?: Korrespondenz zwischen Hermann von Helmholtz und Lord Kelvin (William Thomson). Basilisken-Presse. ISBN 978-3-925347-56-6.

### Биографија, историја идеја и критике
- Buchwald, J. Z. (1977). „William Thomson and the mathematization of Faraday's electrostatics”. Historical Studies in the Physical Sciences. 8: 101—136. doi:10.2307/27757369.
- Burchfield, J. D. (1990). Lord Kelvin and the Age of the Earth. University of Chicago Press. ISBN 978-0-226-08043-7.
- Cardoso Dias, D.M. (1996). „William Thomson and the Heritage of Caloric”. Annals of Science. 53 (5): 511—520. doi:10.1080/00033799600200361.
- Chang, H. (2004). Inventing Temperature: Measurement and Scientific Progress. Oxford University Press. ISBN 978-0-19-517127-3.
- Gooding, D. (1980). „Faraday, Thomson, and the concept of the magnetic field”. British Journal of the History of Science. 13 (2): 91—120. doi:10.1017/S0007087400017726.
- Gossick, B. R. (1976). „Heaviside and Kelvin: a study in contrasts”. Annals of Science. 33 (3): 275—287. doi:10.1080/00033797600200561.
- Gray, A. (1908). Lord Kelvin: An Account of His Scientific Life and Work. London: J. M. Dent & Co.
- Green, G. & Lloyd, J. T. (1970). Kelvin's instruments and the Kelvin Museum. Glasgow: University of Glasgow. ISBN 978-0-85261-016-9.
- Kargon, R.H.; Achinstein, P., ур. (1987). Kelvin's Baltimore Lectures and Modern Theoretical Physics; Historical and Philosophical Perspectives. Cambridge Massachusetts: MIT Press. ISBN 978-0-262-11117-1.
- King, A. G. (1925). Kelvin the Man. London: Hodder & Stoughton.
- King, E. T. (1909). Lord Kelvin's Early Home. London: Macmillan.
- Knudsen, O. (1972). „From Lord Kelvin's notebook: aether speculations”. Centaurus. 16: 41—53. Bibcode:1972Cent...16...41K. doi:10.1111/j.1600-0498.1972.tb00164.x.
- Lekner, J. (2012). „Nurturing genius: the childhood and youth of Kelvin and Maxwell” (PDF). New Zealand Science Review.
- Lindley, D. (2004). Degrees Kelvin: A Tale of Genius, Invention and Tragedy. Joseph Henry Press. ISBN 978-0-309-09073-5.
- McCartney, M.; Whitaker, A., ур. (2002). Physicists of Ireland: Passion and Precision. Institute of Physics Publishing. ISBN 978-0-7503-0866-3.
- May, W. E. (1979). „Lord Kelvin and his compass”. Journal of Navigation. 32: 122—134. doi:10.1017/S037346330003318X.
- Munro, J. (1891). Heroes of the Telegraph. London: Religious Tract Society.
- Murray, D. (1924). Lord Kelvin as Professor in the Old College of Glasgow. Glasgow: Maclehose & Jackson.
- Russell, A. (1912). Lord Kelvin: His Life and Work. London: T.C. & E.C.Jack. Приступљено 25. 3. 2014.
- Sharlin, H. I. (1979). Lord Kelvin: The Dynamic Victorian. Pennsylvania State University Press. ISBN 978-0-271-00203-3.
- Smith, C. & Wise, M. N. (1989). Energy and Empire: A Biographical Study of Lord Kelvin. Cambridge University Press. ISBN 978-0-521-26173-9. Приступљено 25. 3. 2014.
- Thompson, S. P. (1910). Life of William Thomson: Baron Kelvin of Largs. London: Macmillan. In two volumes Volume 1 Volume 2
- Tunbridge, P. (1992). Lord Kelvin: His Influence on Electrical Measurements and Units. Peter Peregrinus: London. ISBN 978-0-86341-237-0.
- Wilson, D. (1910). William Thomson, Lord Kelvin: His Way of Teaching. Glasgow: John Smith & Son.
- Wilson, D. B. (1987). Kelvin and Stokes: A Comparative Study in Victorian Physics. Bristol: Hilger. ISBN 978-0-85274-526-7.